# Hockey Club Montecchio Precalcino
El Hockey Club Montecchio Precalcino es un club de hockey sobre patines de la localidad italiana de Montecchio Precalcino, en la región del Véneto.

## Historia
Fue fundado en 1980 y actualmente milita en la Serie A1, la máxima categoría del hockey sobre patines en Italia.
En la temporada 2010-2011 consigue por primera vez el ascenso a la Serie A2 y tras once años de espera y cinco apariciones en los Play Offs de ascenso logra subir a la Serie A1 en 2022.